# Kościół św. Bartłomieja Apostoła w Wójtowej
Kościół św. Bartłomieja Apostoła w Wójtowej – kościół rzymskokatolicki, dawny parafialny pw. Świętego Bartłomieja Apostoła w Wójtowej, drewniany, późnogotycki z XVI wieku.
Prawie całe wyposażenie zabytkowej świątyni zostało przeniesione do nowego kościoła wybudowanego w latach 1990-94, a jego najcenniejszy element gotycko-renesansowy tryptyk znajduje się w Muzeum Diecezjalnym w Tarnowie.

## Historia
Kościół zbudowany został na początku XVI wieku, najprawdopodobniej krótko przed rokiem 1513. Był przebudowywany w 1737, kiedy przedłużono  nawę i w 1918. Murowaną kaplicę i zakrystię dobudowano w 1934. Remontowany w 1962 i 2003.

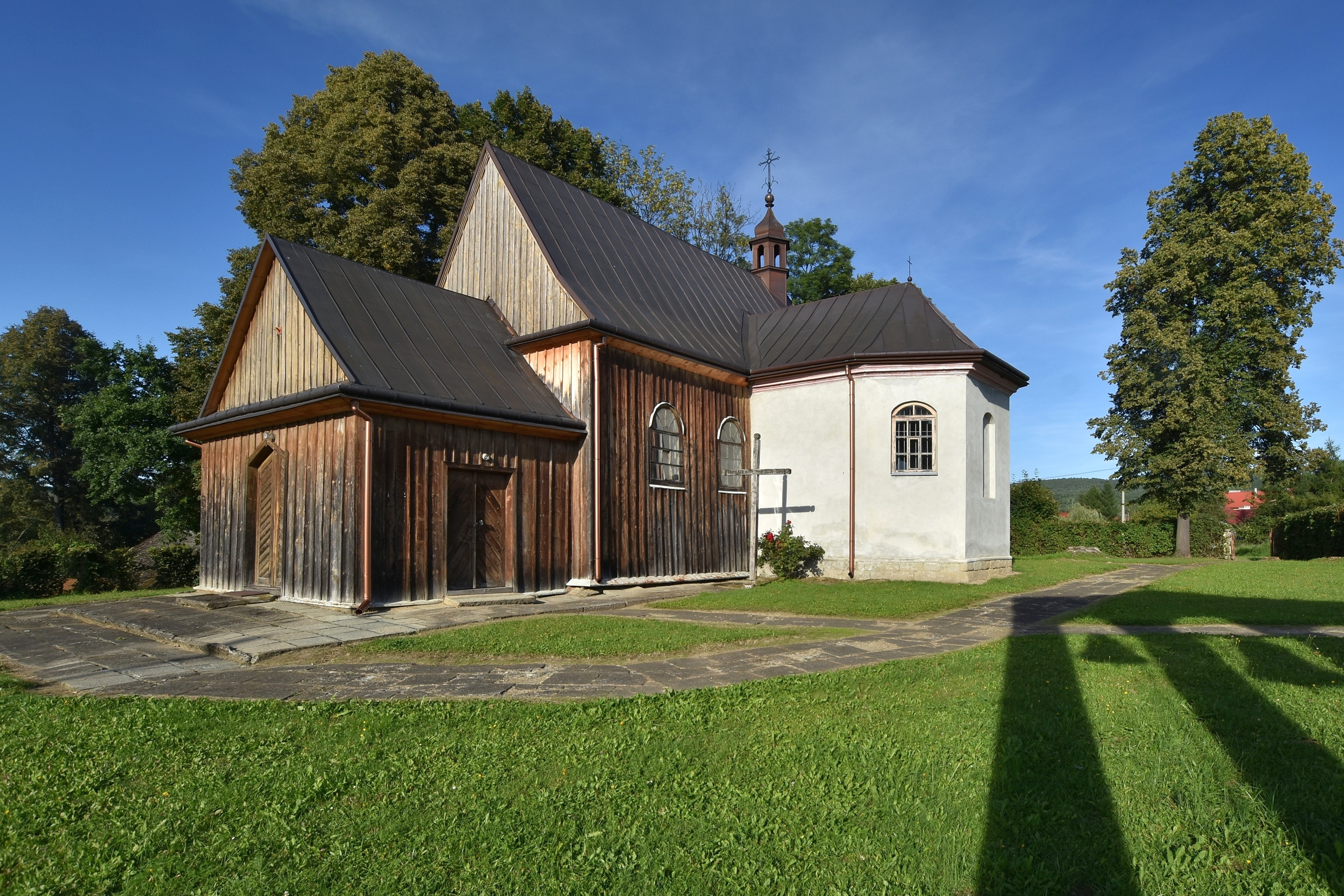
Elewacja frontowa
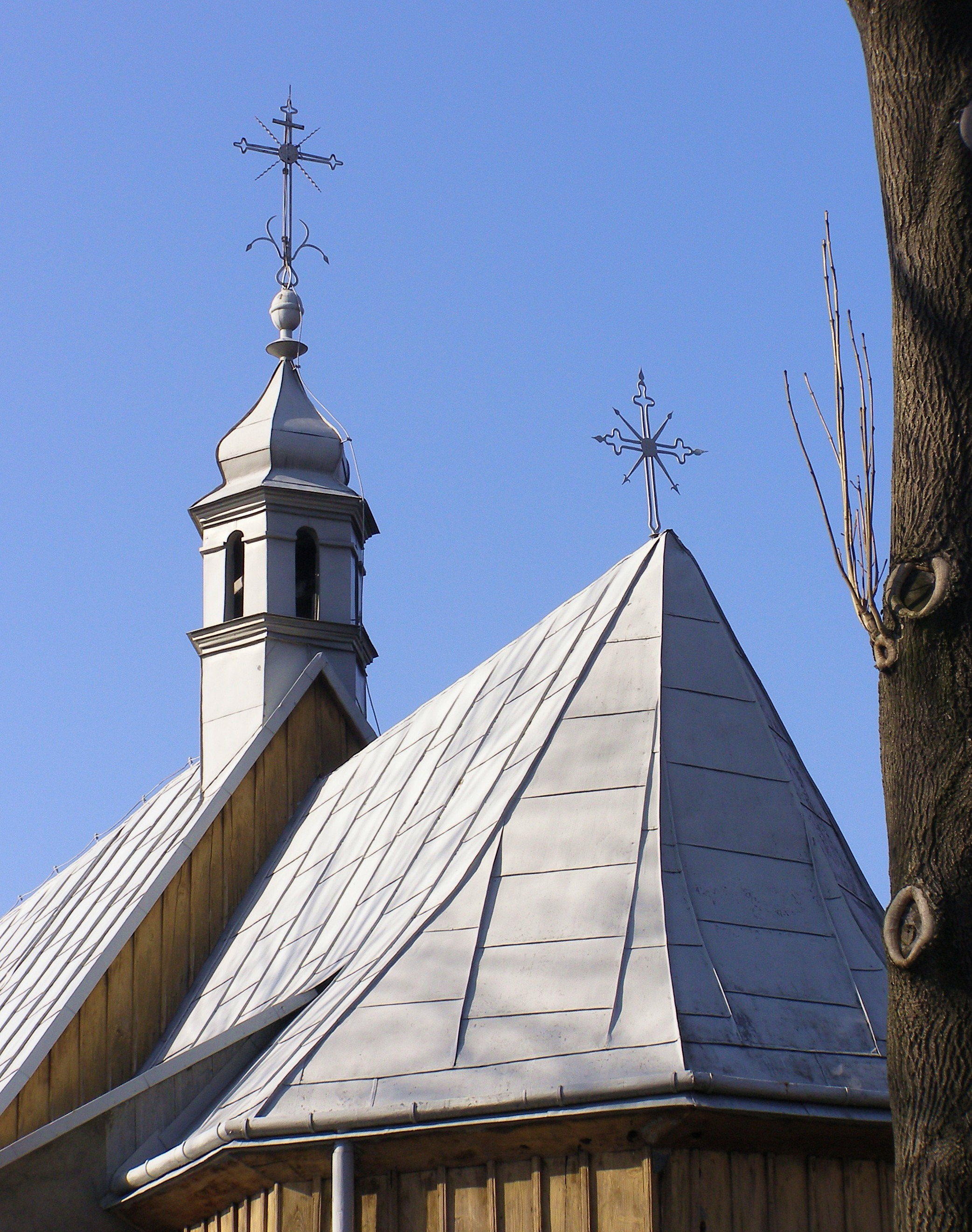
Wieżyczka (przed remontem)
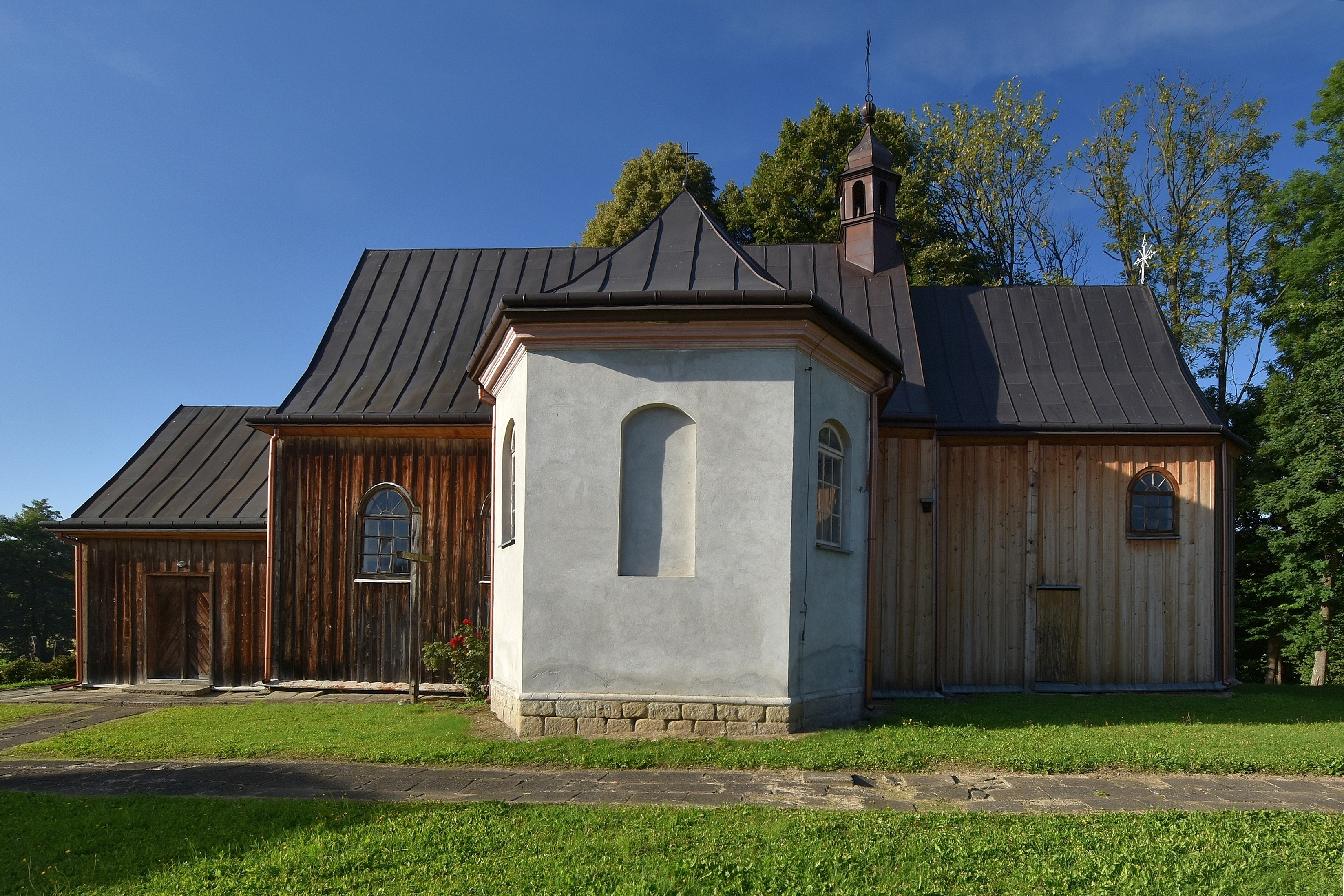
Widok od strony południowej

## Architektura i wyposażenie
Jest to świątynia drewniana o konstrukcji zrębowej, orientowana, dwudzielna. Do większej nawy z kruchtą, przylega od strony wschodniej węższe prostokątne, zamknięte trójbocznie prezbiterium z zakrystią od północy i drugą murowaną od południa. Ściany oszalowane pionowymi deskami. Dach dwukalenicowy pokryty blachą. Nad prezbiterium wieżyczka z sygnaturką, zwieńczona cebulastym hełmem z latarnią.
Wewnątrz polichromia figuralna z 1939 roku i chór muzyczny z organami z 1867 zakupionymi przez proboszcza Antoniego Dobrzańskiego. Na wyposażeniu: ołtarz główny z elementami barokowymi pochodzi z połowy XVII wieku; w kaplicy bocznej ołtarz barokowy, również z połowy XVII wieku z późnorenesansowym tabernakulum z okolicznościowym napisem, datą 1611 i herbem Nałęcz plebana wójtowskiego, Zygmunta Jareckiego; późnogotycka chrzcielnica. Na belce tęczowej rzeźba ludowa przedstawiająca Grupą Pasji.

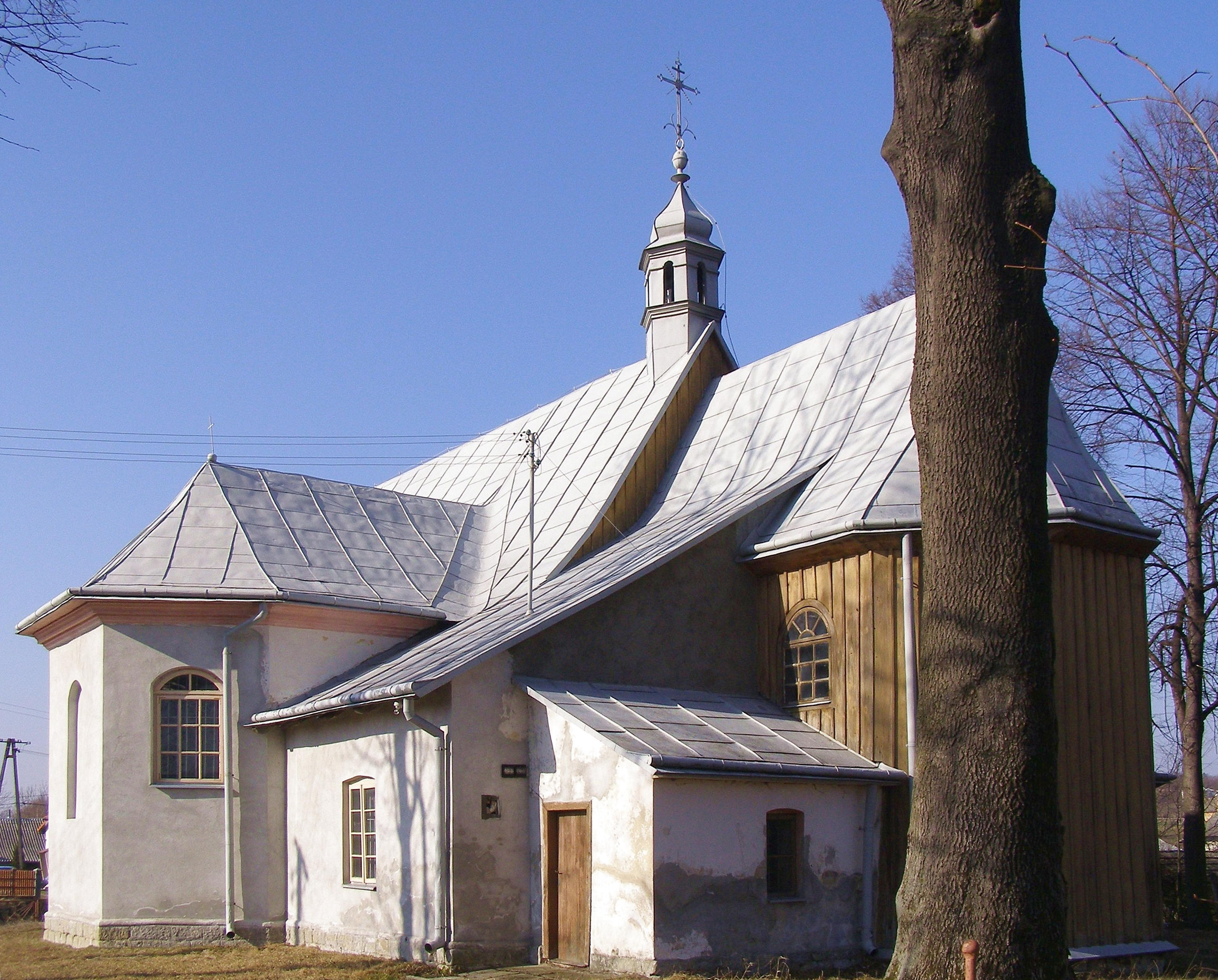
Widok od strony wschodniej (przed remontem)
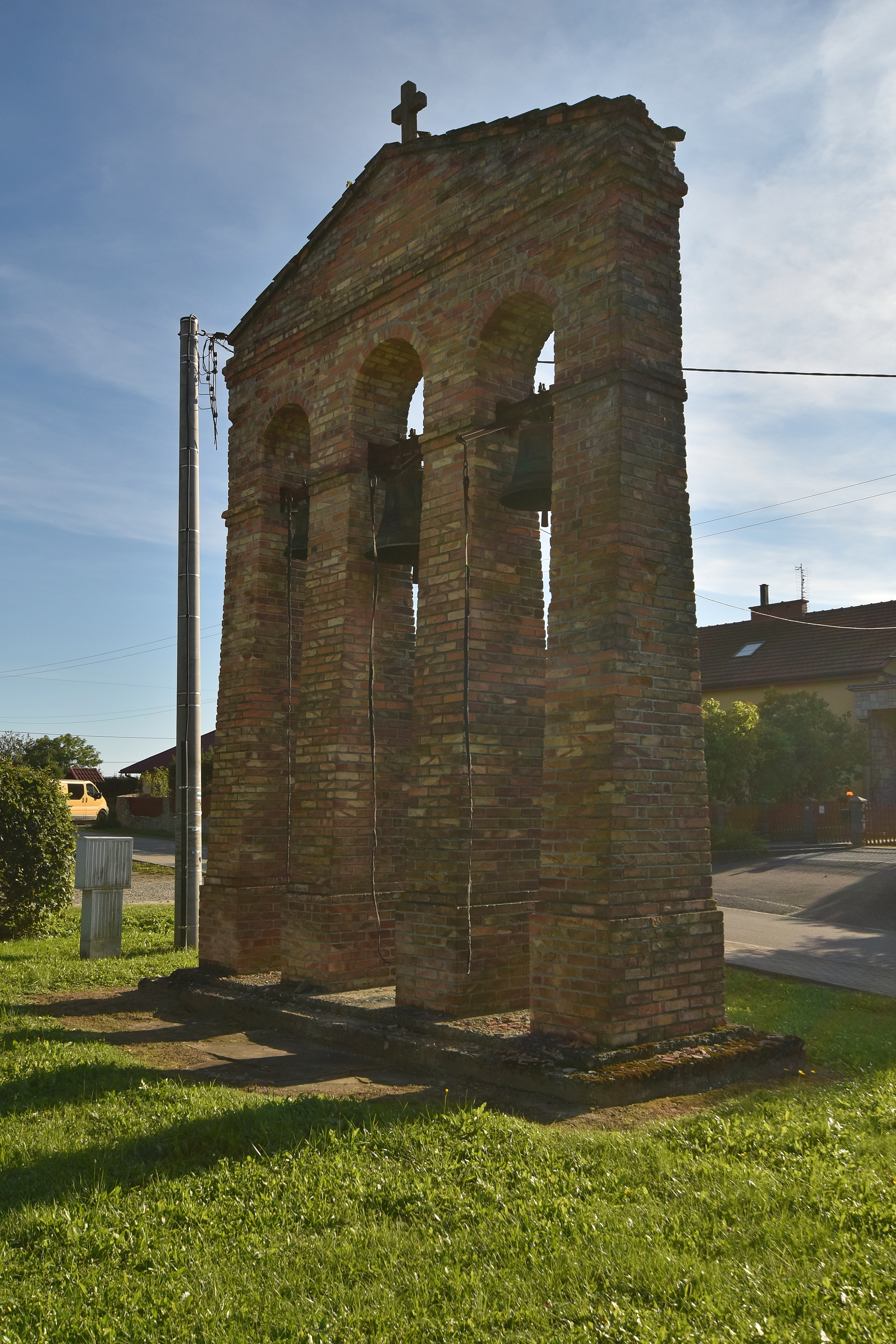
Dzwonnica
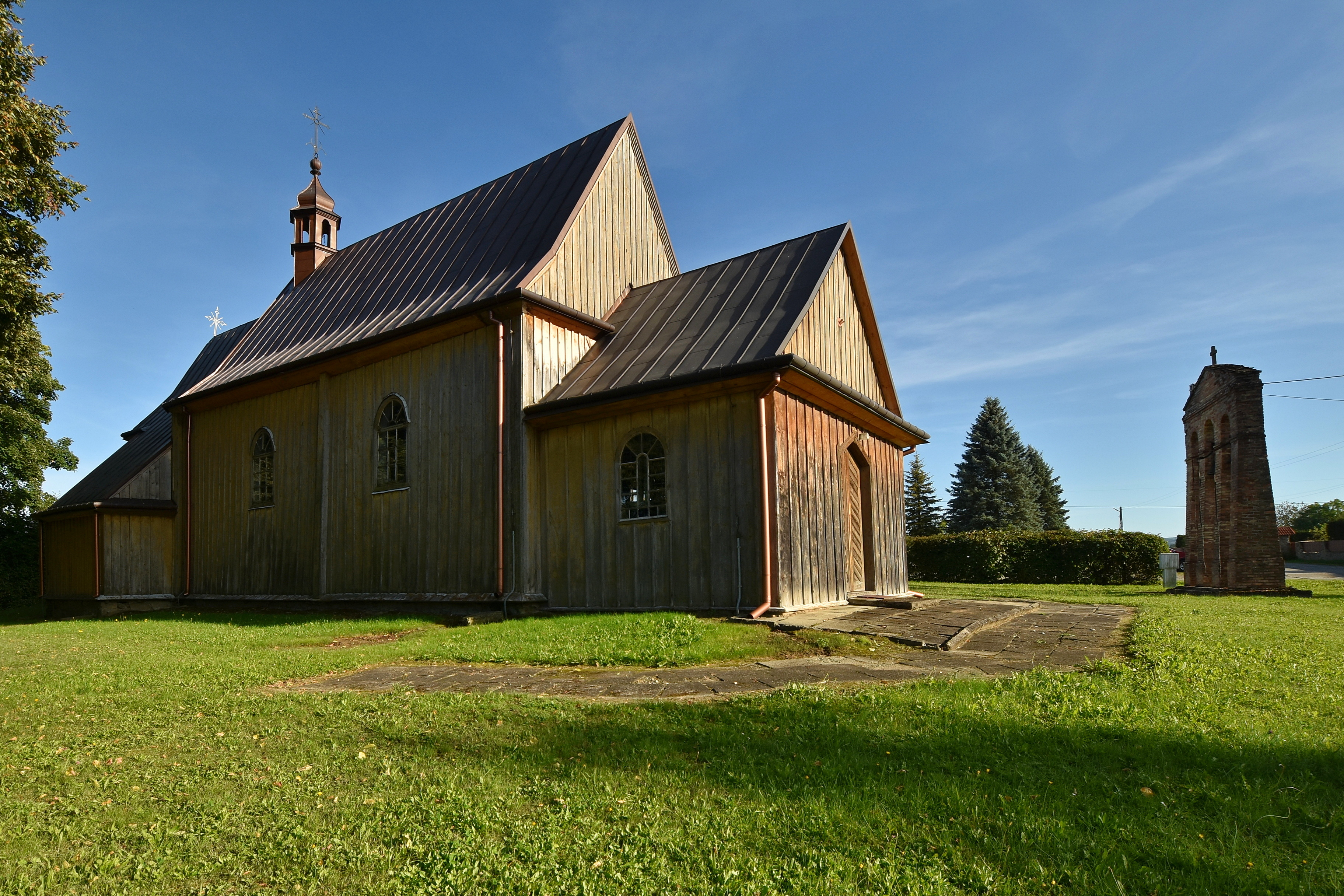
Widok od strony północnej

## Otoczenie kościoła
Obok kościoła znajduje się murowana z cegły dzwonnica typu parawanowego z 1959 z trzema dzwonami.